# Six Sigma

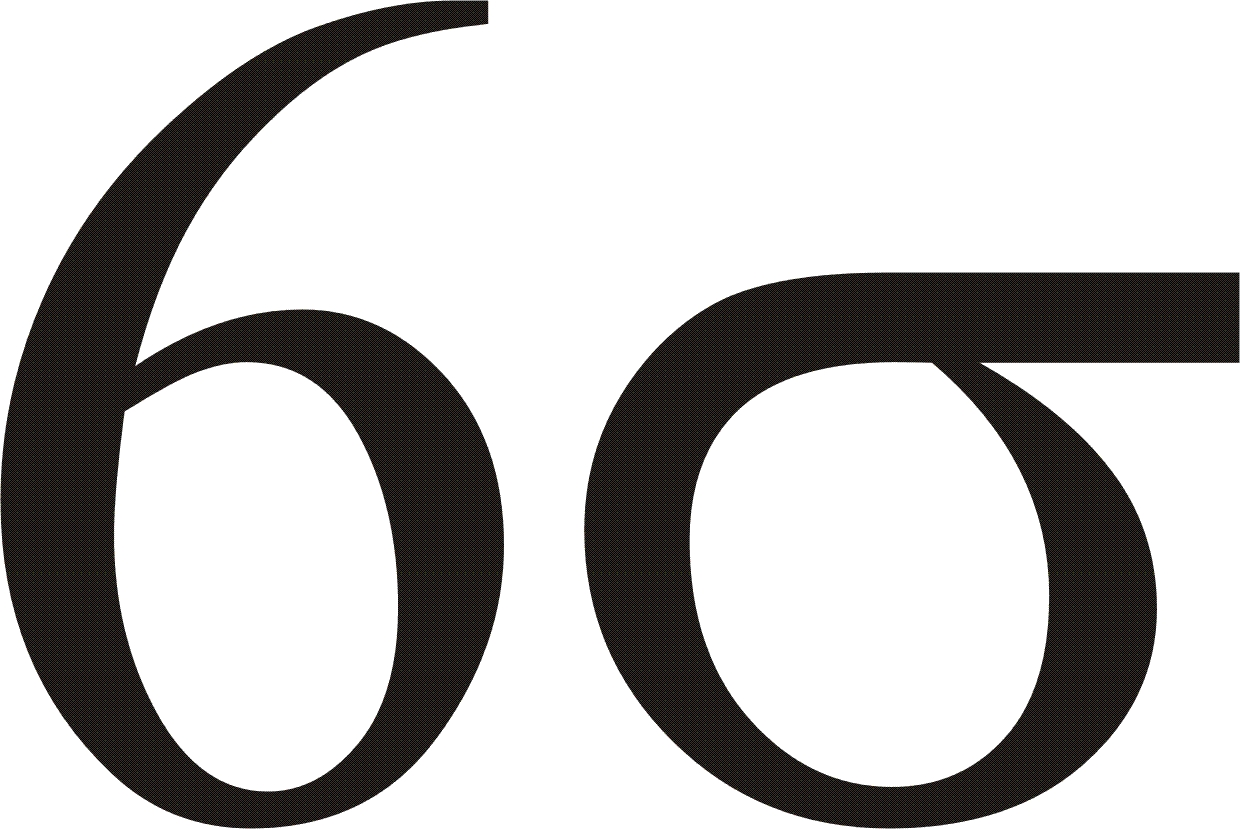
Het veelgebruikte six sigma symbool

Six Sigma (zes sigma in het Nederlands) is een managementstrategie bestaande uit een verzameling kwaliteitsmanagementmethoden, voornamelijk van statistische aard waarmee men de kwaliteit van productie- en administratieve processen stap voor stap kan verbeteren. Deze methode werd in 1986 door Motorola in de VS ontwikkeld en deze wordt tegenwoordig in vele sectoren van het bedrijfsleven toegepast. Wanneer een bedrijf besluit om Six Sigma toe te gaan passen wordt vaak een expertgroep gevormd van mensen binnen verschillende onderdelen van de organisatie.

De standaardafwijking, weergegeven t/m 3 standaardafwijkingen.

Het idee achter Six Sigma is dat als je een goed eindproduct wil leveren, dan zullen ook alle deelproducten van goede kwaliteit moeten zijn. Neem bijvoorbeeld een horlogefabriek waar alle onderdelen binnen de kwaliteitsmarges geproduceerd worden, maar één onderdeel niet. Dit onderdeel (een tandwiel) waarvan bijvoorbeeld 40% te groot of te klein is zal ervoor zorgen dat 40% van de horloges problemen zal hebben. Stel nu dat er meerdere onderdelen onbetrouwbaar zijn dan zal een nog groter percentage van de geproduceerde horloges onbruikbaar zijn. Volgens de principes van Six Sigma zullen niet alleen de kwaliteitseisen van de onderdelen scherp opgesteld moeten worden maar moet de productie dusdanig worden ingericht dat idealiter 99.99966% van de geleverde onderdelen binnen deze marges valt, wat overeenkomt met zes standaardafwijkingen (= sigma) binnen een normale verdeling. Als voor elk deelproduct en elk onderdeel van het productieproces deze zelfde kwaliteitseis wordt nageleefd dan lever je kwalitatief goede producten. Het verbeteren van de kwaliteit, betrouwbaarheid en voorspelbaarheid van een proces wordt o.a. bereikt door zoveel als mogelijk de standaardafwijking in deze processen te reduceren. Veelal wordt dat bereikt door bijvoorbeeld oorzaken van defecten of fouten te ontdekken en deze te verwijderen. Six Sigma wordt ook toegepast voor het reduceren van verspilling of voor het verhogen van de opbrengst of het optimaliseren van gebruikte middelen, zoals door het vaststellen van de beste machine-instellingen of het optimale gebruik van bijvoorbeeld kunstmest in de landbouw voor de groei van gewassen. Niet in de laatste plaats is Six Sigma geschikt voor administratieve processen.
Six sigma bestaat uit een verzameling statistische methoden die los kunnen worden toegepast, maar meestal worden aangevuld met kwaliteitsmethoden zoals lean-methoden, TPS of andere methoden. Projecten worden vooral uitgevoerd door specialisten binnen de organisatie ("Black Belts", "Green Belts", etc.) die expert in deze methoden zijn. Vanuit de Angelsaksische cultuur zijn doelen vooral financieel georiënteerd met mogelijk betere producten, diensten e.d. als resultaat. Vanuit Rijnlandse en Japanse cultuurinvloeden worden (geïnspireerd op de principes van de Amerikaan Deming) veelal niet-financiële doelen nagestreefd (betere producten, tevreden klanten en medewerkers, lagere milieubelasting, enz.) en is de financiële verbetering die daaruit voortkomt een resultaat. Elk Six Sigma-project binnen een organisatie volgt een vooraf gedefinieerde volgorde van stappen en heeft kwantificeerbare doelstellingen die nagenoeg altijd resulteren in kostenverlaging en/of winstverbetering.

## Uitgangspunten

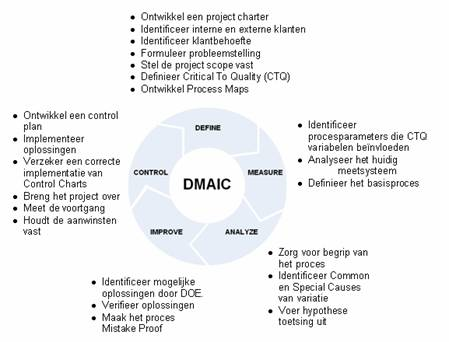
DMAIC: Definieer, Meet, Analyseer, Verbeter en Controleer.

Om Six Sigma succesvol te laten zijn worden de volgende uitgangspunten gehanteerd:
- Continue inspanning om de geraakte processen zo stabiel en voorspelbaar mogelijk te maken en houden. Kortom de standaardafwijking minimaliseren.
- Alle processen (productie of administratief) hebben karakteristieken die achtereenvolgens gedefinieerd, gemeten, geanalyseerd, verbeterd en uiteindelijk onder controle gebracht kunnen worden.
- Om dit te laten slagen is toewijding van de hele organisatie nodig, van hoog tot laag.

Six Sigma hanteert een aanpak die geïnspireerd is op de kwaliteitscirkel van Deming. Hierin worden twee varianten gebruikt.
- DMAIC: Definieer, Meet, Analyseer, Verbeter en Beheers.
- DMADV (of DFSS - Design For Six Sigma): Definieer, Meet, Analyseer, Ontwerp en Verifieer.

## Rollen
Voor het opzetten en leiden van een Six Sigma-traject worden de volgende rollen onderscheiden, waarbij in een aantal gevallen ook certificeringen worden gevraagd:
- CEO, de directie is betrokken omdat deze voor draagvlak in de organisatie dient te zorgen.
- Champions, zij dragen de eindverantwoordelijkheid en zorgen dat het traject bedrijfsbreed wordt doorgevoerd, vergelijkbaar met programmamanagers.
- Master Black Belts, in grotere organisaties hebben zij de leiding over meerdere deelprojecten.
- Black Belts, zij hebben de leiding over een deelproject.
- Green Belts, zij voeren de principes door op de eigen afdeling en doen dit part-time.

Sommige organisaties onderkennen ook nog de lagere Orange Belts, de Yellow Belts en de White Belts. Voordat men zich een bepaalde belt mag toe-eigenen dient een certificering behaald te worden.

## Lean Six Sigma
Six Sigma wordt vaak verward met Lean maar dat is niet hetzelfde. Lean richt zich op efficiëntie en verspilling, terwijl Six Sigma zich richt op het verminderen van fouten. Wanneer beide gecombineerd worden spreekt men van Lean Six Sigma.